# Roland Thalmann
Roland Thalmann (Romoos, 5 augustus 1993) is een Zwitsers wielrenner die anno 2023 rijdt voor Tudor Pro Cycling Team.

## Carrière
In 2015 nam Thalmann onder meer deel aan de door Dylan Groenewegen gewonnen Arnhem-Veenendaal Classic, waar hij op een vijftigste plek eindigde.
In 2016 reed Thalmann de Ster van Bessèges. Na deze vijfdaagse stond de Zwitser bovenaan in het bergklassement, waardoor hij de blauwe bergtrui mee naar huis mocht nemen. In het klassement versloeg hij onder meer het Franse drietal Jérôme Coppel, Thibaut Pinot en Jérôme Cousin, met slechts twee punten. Later dat jaar werd hij onder meer achtste in de Ronde van de Doubs.

## Overwinningen
2016
Bergklassement Ster van Bessèges
2022
2e etappe Ronde van de Elzas

## Resultaten in voornaamste wedstrijden
|      | \| Jaar \| Milaan-San Remo \| Ronde van Lombardije \| Strade Bianche \| Clásica San Sebastián \| \| ---- \| --------------- \| -------------------- \| -------------- \| --------------------- \| \| 2023 \| 146e \| \| 102e \| \| \| 2024 \| \| 115e \| \| \| \| 2025 \| \| \| opgave \| opgave \| |                      |                |                       |
| Jaar | Milaan-San Remo | Ronde van Lombardije | Strade Bianche | Clásica San Sebastián |
| 2023 | 146e |                      | 102e           |                       |
| 2024 | | 115e                 |                |                       |
| 2025 | |                      | opgave         | opgave                |

## Ploegen
- 2015 –  Roth-Škoda
- 2016 –  Team Roth
- 2017 –  Roth-Akros
- 2018 –  Team Vorarlberg Santic
- 2019 –  Team Vorarlberg Santic
- 2020 –  Team Vorarlberg Santic
- 2021 –  Team Vorarlberg
- 2022 –  Team Vorarlberg
- 2023 –  Tudor Pro Cycling Team
- 2024 –  Tudor Pro Cycling Team
- 2025 –  Tudor Pro Cycling Team

Baillifard · Baldo · Belda · Brüngger · Bussard · Cecchin · D'Urbano · Gaday · Janorschke · Jaun · Kohler · Krizek · Marguet · Page · Pasche · Pasqualon · Pires · Stüssi · Thalmann · Toffali · Tomio · Vaccher · Zampilli · Zordan
Baillifard · Fumeaux · Jaun · Lang · Lüscher · Reutimann · Stüssi · Thalmann · Wendelspiess · Rappo (stagiair)
Amann · Badilatti · Bosch · Friesecke · Geismayr · Hammerle · Hirschbichler · Jäger · L. Meiler · M. Meiler · Orrico · Rüegg · Schelling · Stallaert · Steimle · Thalmann
Bohli · Brun · Charrin · de Kleijn · J. Eriksson · L. Eriksson · Froidevaux · Heming · Kamp · Kelemen · Kluckers · Kolze Changizi · Pellaud · Pluimers · Reichenbach · Suter · Thalmann · Voisard · Wilksch (vanaf 5/8) · Wirtgen · Zijlaard
Bohli · Brenner · Brun · Charrin · Dainese · de Kleijn · J. Eriksson · L. Eriksson · Froidevaux · Heming · Kamp · Kelemen · Kluckers · Kolze Changizi · Krieger · Mayrhofer · Pellaud · Pluimers · Reichenbach · Rondel (vanaf 20/7) · Storer · Stork · Suter · Thalmann · Trentin · Voisard · Wilksch · Wirtgen · Zijlaard